# Ludwik Raczyński
Ludwik Raczyński (ur. 2 maja 1943 w Warszawie) – polski żeglarz, inżynier, olimpijczyk z Meksyku 1968 i Moskwy 1980.
Żeglarz pływający w klasie Latający Holender ze sternikiem Andrzejem Iwińskim.
Mistrz Polski w klasie Latający Holender w latach 1968, 1979.
Brązowy medalista mistrzostw Europy w klasie Hornet (partnerem był Leon Wróbel).
Na igrzyskach olimpijskich w 1968 zajął 24. miejsce w klasie Latający Holender, zaś na igrzyskach w 1980 roku zajął 11. miejsce (partnerem na obu olimpiadach był Andrzej Iwiński).